# Gunung Kayo
Gunung Kayo is een bestuurslaag in het regentschap Zuid-Bengkulu van de provincie Bengkulu, Indonesië. Gunung Kayo telt 500 inwoners (volkstelling 2010).